# حزب رادیکال صربستان
حزب رادیکال صربستان (صربی: Српска радикална странка، ت. «Srpska radikalna stranka»؛ به اختصار SRS) یک حزب سیاسی راست تندرو و ملی‌گرای افراطی در صربستان است. این حزب در سال ۱۹۹۱ بنیان نهاده شد و بنیان‌گذار، نخستین و تنها رئیس حزب ووییسلاو ششلی است.
حزب رادیکال در سال ۱۹۹۱ با ادغام جنبش چتنیک صربستان به رهبری ششلی و حزب رادیکال مردم به رهبری تومیسلاو نیکولیچ تشکیل شد. به هنگام تشکیل، آن‌ها به ترتیب رئیس و معاون رئیس حزب شدند. در نیمهٔ نخست دههٔ ۱۹۹۰، حزب رادیکال حامی رژیم حزب سوسیالیست صربستان بود که تا حد زیادی از طریق رسانه به برآمدن حزب رادیکال کمک کرد. تا انتخابات پارلمانی ۲۰۰۰، زمانی که حزب شکست بزرگی را متحمل شد، آن‌ها از پشتیبانی قوی برخوردار بودند اما از طریق الفاظ عوام‌گرایانه، در ابتدا تا میانه دهه ۲۰۰۰ به حزبی با بیشترین رأی تبدیل شد. ششلی داوطلبانه خود را تسلیم دادگاه بین‌المللی کیفری یوگسلاوی سابق کرد تا از خود در برابر اتهام جنایت علیه بشریت در طول جنگ استقلال کرواسی و جنگ بوسنی دفاع کند. نیکولیچ به صورت دفاکتو تا سال ۲۰۰۸ که حزب را ترک کرد رهبری آن را بر عهده داشت.
در طول سال‌های رهبری نیکولیچ، حزب رادیکل ملی‌گرایی افراطی را با شعارهای گستاخانه، پوپولیستی و ضد فساد در هم آمیخت. به دلیل اختلاف نظر با شِشِلی بر سر یکپارچگی با اتحادیه اروپا، نیکولیچ بسیاری از اعضای عالی‌رتبه حزب را برای تشکیل حزب مترقی صربستان (SNS) گرد هم آورد که در سال ۲۰۱۲ به حزب حاکم صربستان تبدیل شد. پس از این انشعاب، دراگان تودوروویچ رهبری دوفاکتو را به دست گرفت و حزب با افت شدیدی مواجه شد و تنها ۴٪ آرا را در سال ۲۰۱۲ و ۲٪ را در سال ۲۰۱۴ به دست آورد، نخستین باری که حزب رادیکال در پارلمان نماینده‌ای نداشت. اندکی پس از بازگشت شِشِلی به صربستان در سال ۲۰۱۴، این حزب بخشی از محبوبیت خود را دوباره به دست آورد و در انتخابات ۲۰۱۶ با ۸٪ آرا در جایگاه سوم قرار گرفت. در اواخر سال ۲۰۱۹، این حزب دوباره رو به افول گذاشت و در انتخابات ۲۰۲۰ تنها ۲٪ آرا را به دست آورد و دوباره هیچ کرسی در پارلمان به دست نیاورد.
حزب رادیکال، یک حزب پوپولیست جناح راست است، که خواهان تشکیل صربستان بزرگ است. این حزب شکاک به اروپا و غرب‌ستیز است و مخالف عضویت صربستان در اتحادیه اروپا است، در عوض خواهان روابط نزدیک‌تر با روسیه است. برخی روزنامه‌نگاران در دههٔ ۱۹۹۰ حزب رادیکال را به دلیل حمایت آشکار از ملی‌گرایی افراطی، نئوفاشیست خواندند. در حوزهٔ مسائل اجتماعی، این حزب محافظه‌کار است. همچنین در برخی کشورهای همسایه نیز شعبه‌هایی از حزب رادیکال وجود دارد.

## ایدئولوژی

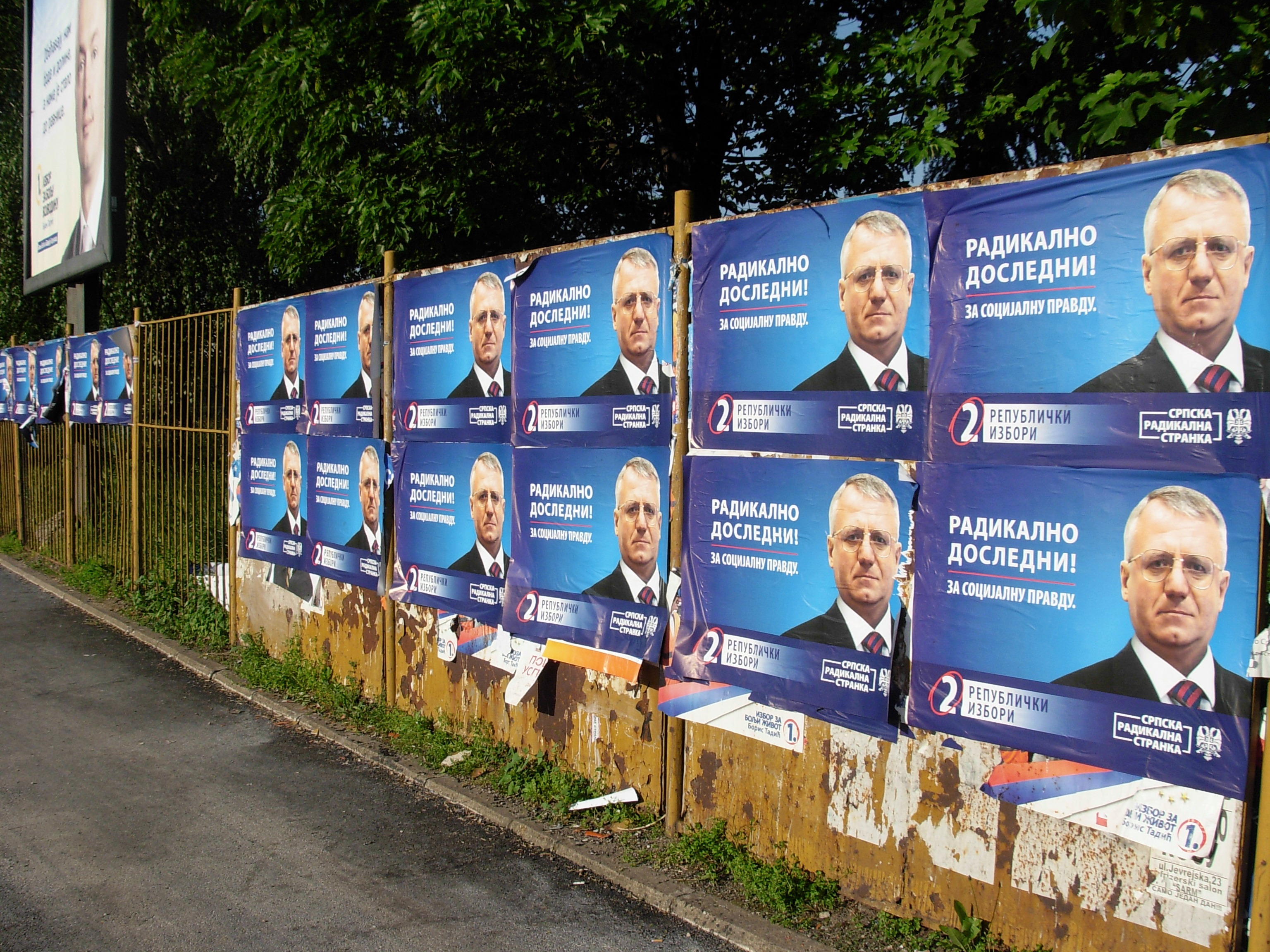
وویسلاو ششلی، رئیس حزب رادیکال صربستان، یکی از سرسخت‌ترین مدافعان ایدئولوژی صربستان بزرگ است.

ایدئولوژی اصلی حزب، مبتنی بر ملی‌گرایی صربی و هدف آن تشکیل صربستان بزرگ است. حزب رادیکال به شدت ضد ادغام اروپا (شکاکیت به اروپا) و جهانی شدن است و به جای آن حامی روابط نزدیک‌تر با روسیه است. حزب بسیار منتقد دادگاه بین‌المللی کیفری یوگسلاوی سابق (ICTY) است، جایی که ششلی از سال ۲۰۰۳ تا ۲۰۱۴ در آن زندانی بود. این حزب سرلشکر پیشین راتکو ملادیچ و رئیس‌جمهور پیشین جمهوری صربسکا رادوان کاراجیچ را «قهرمانان صربی» می‌داند.
در سال ۲۰۰۷، این حزب از به‌کارگیری نیروی نظامی برای جلوگیری از استقلال کوزوو پشتیبانی کرد.
به دلیل پشتیبانی تومیسلاو نیکولیچ از عضویت صربستان به اتحادیه اروپا که ضد سیاست تندروی ابتدایی حزب در تضاد بود، او در سال ۲۰۰۸ اخراج شد. با جدایی هوادارانش از حزب رادیکال، او حزب ترقیخواه صرب (SNS) را بنیان‌گذاری کرد که به عنوان یکی از احزاب پیشروی کشور، جایگزین حزب رادیکال شد.

## تاریخچه

### بنیان‌گذاری

نماد حزب رادیکال صربستان

حزب رادیکال صربستان (SRS) در ۲۳ فوریه ۱۹۹۱ با ادغام جنبش چتنیک صربستان به رهبری وویسلاو ششلی و حزب رادیکال مردم تشکیل شد. جنبش چتنیک در سال ۱۹۹۰ تشکیل شد، اگرچه به دلیل پیوند آشکار با چتنیک‌های تاریخی ثبت رسمی نشد. تشکیل حزب جدید، به دنبال جدایی ششلی از جنبش نوسازی صربستان (SPO) به دلیل اختلاف‌های داخلی با ووک دراشکوویچ بود. جنبش نوسازی صربستان، با ادغام جنبش آزادی صربستان پیشین ششلی و جناح دراشکوویچ از نوسازی ملی صربستان بنیان‌گذاری شده بود. ششلی به عنوان نخستین رئیس حزب رادیکال برگزیده شد در حالی که تومیسلاو نیکولیچ، عضو حزب رادیکال مردم، به عنوان معاون رئیس برگزیده شد.

### ظهور تحت حزب سوسیالیست
حزب سوسیالیست (SPS) به رهبری میلوشویچ، در برخاستن حزب رادیکال با به‌کارگیری رسانه نقش بسزایی داشت. حزب رادیکال اجازه داشت در تلویزیون دولتی دیدگاه‌های ملی‌گرایانه افراطی خود را ترویج کند در حالی که حزب سوسیالیست می‌توانست خود را میانه‌گراتر و در عین حال میهن‌پرست جلوه دهد. شِشِلی مفاهیم رایج «توطئه بین‌المللی علیه صرب‌ها» را ترویج داد که مهم‌ترین آنها شامل آلمان، واتیکان، سازمان سیا، ایتالیا، ترکیه و همچنین احزاب سیاسی میانه‌روی صربستان بود. این توطئه‌ها توسط رسانه تحت کنترل میلوشویچ نیز ترویج داده می‌شد. در سال ۱۹۹۱، ششلی به عنوان نامزد مستقل عضو پارلمان شد و با درگیری‌های فیزیکی با مخالفان دولت، تصویری خصمانه از خود ایجاد کرد.

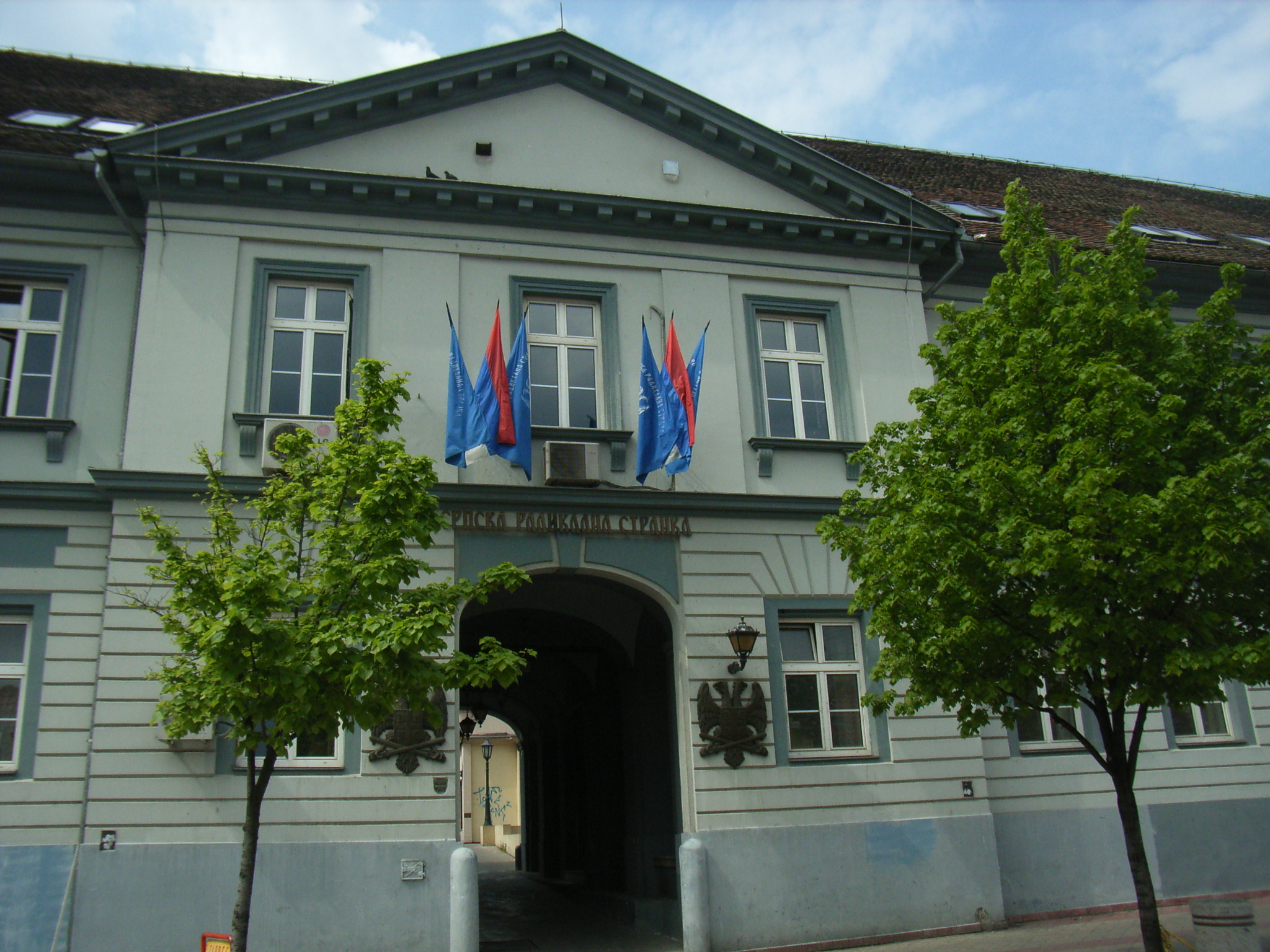
دفتر مرکزی حزب رادیکال صربستان در زمون، بلگراد

۲۲٬۶ درصد از آرایی که حزب رادیکال در انتخابات پارلمانی ۱۹۹۲ به دست آورد، رشد سریع این حزب را تأیید کرد و آن را به دومین حزب بزرگ پارلمانی تبدیل کرد. ششلی برای این انتخابات بر سر مسائلی مانند بیرون راندن آلبانیایی‌ها از کوزوو به آلبانی، اخراج مسلمانان از سنجاک و بیرون راندن کروات‌ها از وویوودینا مبارزه کرد. حزب سوسیالیست پس از کمک به مهندسی انتخابات این حزب در پارلمان، ائتلافی غیررسمی با حزب رادیکال تشکیل داد و در برکناری سیاستمداران میانه‌رو از مناصب دولتی همکاری کرد.

### جدایی میلوشویچ از حزب رادیکال
در اواخر سال ۱۹۹۳، دو حزب رادیکال و سوسیالیست ضد یکدیگر موضع گرفتند. میلوشویچ لازم دید که سیاست‌های خود را تغییر دهد و از حزب رادیکال فاصله بگیرد تا جهت‌گیری جدید صلح‌طلبانه‌اش توسط غرب جدی گرفته شود و همچنین با اثرات تحریم‌های سازمان ملل علیه صربستان مقابله کند. بسیاری از سوسیالیست‌ها نیز از رقابت با حزب بر اساس سابقه رشد قوی آن هراس داشتند. با بروز اختلاف نظر میان مخالفان، از جمله حزب رادیکال، میلوسویچ در سال ۱۹۹۳ انتخابات جدیدی را اعلام کرد. این انتخابات، پشتیبانی حزب رادیکال را نصف کرد و میزان آرای حزب سوسیالیست را از ۲۸ درصد به ۳۸ رساند. با وجود اینکه بیشتر مردم از جنگ، تحریم‌های سازمان ملل و اوضاع اقتصادی فاجعه‌بار خسته بودند، حزب رادیکال تحت پروپاگاندای قوی دولت و جدایی از رسانه قرار داشت. به دنبال موافقت میلوشویچ با موافقت‌نامه دیتون در سال ۱۹۹۵ و صلح با بوسنی، ششلی میلوشویچ را به عنوان «بدترین خائن در تاریخ صربستان» متهم کرد و این رویداد را بدترین شکست صربستان پس از نبرد کوزوو ضد امپراتوری عثمانی در سال ۱۳۸۹ خواند.

### جنگ کوزوو و سرنگونی میلوشویچ
هنگامی که ششلی نامزد انتخاباتی حزب سوسیالیست را در انتخابات ریاست‌جمهوری ۱۹۹۷ شکست داد، با وجود اعلام شدن نامعتبر بودن آن به دلیل مشارکت کم، او دوباره به دولت صربستان راه یافت. در ۱۹۹۸، جنبش نوسازی و حزب رادیکال وارد دولت به اصطلاح «جنگی» شدند و ششلی به عنوان معاون نخست‌وزیر قوانین اطلاعاتی جدیدی را تصویب کرد و به راه‌اندازی حملات تبلیغاتی علیه آلبانیایی‌های کوزوو کمک کرد. مقامات آمریکایی در عوض او را «فاشیست» خواندند و وزارت امور خارجه ایالات متحده آمریکا اعلام کرد هرگز با او معامله نخواهد داشت. به دنبال اشغال کوزوو توسط ناتو در سال ۱۹۹۹، ششلی از دولت استعفا داد تا اینکه حزب سوسیالیست او را ترغیب برای ورود دوباره به دولت کردند.

### کیفرخواست علیه ششلی
در طول جنگ‌های یوگسلاوی، برخی از هواداران حزب رادیکال از جمله خود ششلی در واحدهای شبه‌نظامی وفادار به دولت فدرال فعال بودند و در طول مبارزات نظامی به عنوان «مشت آهنین» او عمل می‌کردند.  رژیم میلوشویچ گاهی اوقات از ششلی حمایت می‌کرد و به او اسلحه می‌داد، در حالی که گاهی او را به جنایات جنگی متهم می‌کرد. حزب رادیکال همچنین منابعی برای ایجاد نیروهای داوطلب شبه‌نظامی مانند عقاب‌های سفید در اختیار داشت. هنگامی که حزب رادیکال در سال ۲۰۰۱ به استرداد میلوشویچ به دادگاه بین‌المللی کیفری برای یوگسلاوی سابق (ICTY) اعتراض کرد، میلوشویچ از هواداران خود خواست که به جای حزب خودش، به حزب رادیکال رأی دهند. دادگاه کیفری بین‌المللی یوگسلاوی سابق همچنین علیه ششلی کیفرخواست صادر کرد و در نتیجه از سال ۲۰۰۷، پس از تسلیم شدنش در سال ۲۰۰۳ تحت محاکمه است. نیکولیچ، معاون رئیس‌جمهور، رهبر جدید و بالفعل حزب رادیکال شد و چهره‌ای میانه‌روتر از خود نشان داد، با رویکردی جدید به همکاری‌های بین‌المللی و با این دیدگاه که صربستان به عنوان «پیوندی بین غرب و شرق» عمل می‌کند.

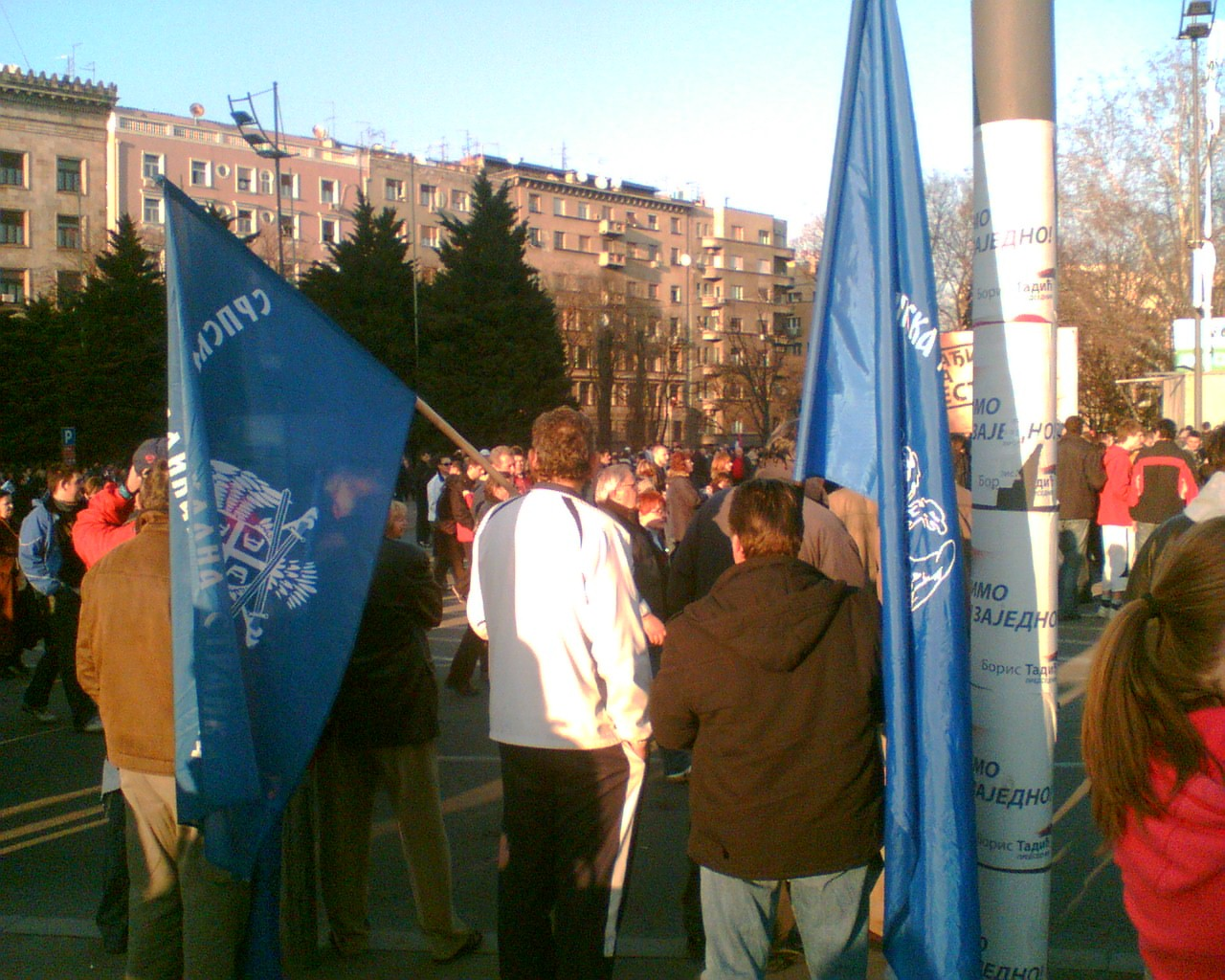
هواداران رادیکال در حال تظاهرات ضد اعلام استقلال کوزوو، بلگراد، ۲۰۰۸

### رهبری نیکولیچ
در طول انتخابات پارلمانی ۲۰۰۳، حزب رادیکال همکاری با دادگاه جنایات جنگی، رسوایی‌های فساد در دولت و سطح پایین زندگی را محکوم کرد و الفاظ تهاجمی پیشین خود را اندکی تعدیل کرد. اگرچه این حزب با ۲۸ درصد آرا و ۸۲ کرسی، اکثریت آرا را به دست آورد، اما همچنان از سوی رقبای دموکرات خود به عنوان یک حزب منفور تلقی می‌شد و بنابراین در اپوزیسیون قرار گرفت. در انتخابات پارلمانی ۲۰۰۷، حزب ۲۹٪ آرا و ۸۱ کرسی را به دست آورد. فراکسیون حزب رادیکال در پارلمان، نیکولیچ را به عنوان رئیس و الکساندر ووچیچ را به عنوان معاون رئیس انتخاب کرد. نیکولیچ بعداً به عنوان سخنگوی پارلمان برگزیده شد.
در نخستین جلسه پارلمان ملی در ۱۴ فوریه ۲۰۰۷، سیاستمداران با اکثریت قاطع به رد پیشنهاد مارتی آهتیساری، فرستاده ویژه سازمان ملل، در مورد قطعنامه مقدماتی وضعیت کوزوو رأی دادند. انتخابات جدید در سال ۲۰۰۸ برگزار شد، زیرا ائتلاف دی‌اس-دی‌اس‌اس به دلیل به رسمیت شناختن اعلان استقلال کوزوو توسط اتحادیه اروپا از هم پاشید. در انتخابات پارلمانی ۲۰۰۸، حزب رادیکال دوباره ۲۹٪ آرا و ۷۸ کرسی به دست آورد که منجر به تشکیل ائتلاف دولتی به رهبری دی‌اس-اس‌پی‌اس شد.

### جدایی ۲۰۰۸
پس از مخالفت با ششلی، در ۸ سپتامبر ۲۰۰۸، نیکولیچ گروه پارلمانی تازه‌ای به نام ناپرد سربیو! («صربستان به پیش!») در کنار شماری از دیگر اعضای حزب رادیکال ایجاد کرد. ششلی در ۱۱ سپتامبر نامه‌ای به اعضای حزب رادیکال فرستاد که در آن گروه نیکولیچ را «خائن» و «دست‌نشانده‌های غربی» خواند و از اعضای حزب رادیکال خواست به ایدئولوژی‌های «ملی‌گرایی صربی، ضدجهانی‌گرایی و روس‌دوستی» وفادار باشند. روز بعد، نیکولیچ و گروهش رسماً از گروه اخراج شدند و نیکولیچ در پاسخ اعلام کرد که حزب خود را ایجاد خواهد کرد. در ۱۴ سپتامبر، دبیرکل حزب رادیکال، الکساندر ووچیچ نیز از حزب استعفا داد. نیکولیچ و ووچیچ نیز در ۲۱ اکتبر همان سال حزب ترقیخواه صرب (SNS) را تشکیل دادند.
پس از جدایی آنها، دراگان تودوروویچ به عنوان رهبر موقت حزب از نیکولیچ جانشینی کرد؛ با این حال، سمت معاون رئیس رسماً لغو شد. تا آوریل ۲۰۱۱، حزب رادیکال حدود ۷٪ از حمایت را در نظرسنجی‌ها داشت، در حالی که حزب ترقیخواه و شرکای ائتلافی آن حدود ۴۰٪ را به خود اختصاص داده بودند. در انتخابات پارلمانی ۲۰۱۲، حزب رادیکال تنها ۴٬۶۳٪ از آرای مردمی را به دست آورد و بنابراین برای نخستین بار در تاریخ این حزب، نتوانست از حد نصاب ۵٪ برای ورود به پارلمان عبور کند.

### بازگشت ششلی
با بازگشت رهبرشان به صربستان در سال ۲۰۱۴، این حزب برای انتخابات پارلمانی ۲۰۱۶ با هدف احیای حضور خود به مانند پیش از سال ،۲۰۰۸ مبارزه انتخاباتی خود را آغاز کرد. آنها ۸٫۳۴٪ از آرای عمومی را به دست آوردند و ۲۲ کرسی را پس گرفتند. در انتخابات پارلمانی ۲۰۲۰، حزب رادیکال ۲٫۲۲٪ از آرا را به دست آورد، بنابراین نتوانست از حد نصاب ۳٪ که جدیداً کاهش یافته بود، بالاتر برود و تمام کرسی‌های خود را از دست داد. در انتخابات بعدی، آنها آرای کافی برای عبور از حد نصاب انتخاباتی را به دست نیاوردند.

## روابط بین‌الملل
حزب رادیکال صربستان روابط خود را با حزب لیبرال دموکرات روسیه حفظ کرده و در دهه ۱۹۹۰ با حزب اجتماع ملی فرانسه نیز روابطی داشت. این حزب همچنین روابطی کمین با حزب راست افراطی طلوع طلایی در یونان، با تمرکز بر شباهت‌های مذهبی، و حزب فورزا نووا در ایتالیا دارد.
این حزب تا زمان حمله ۲۰۰۳ به عراق، صدام حسین، رئیس‌جمهور وقت عراق و حزب بعث سوسیالیست عرب را به عنوان یکی از حامیان سیاسی و مالی خود به حساب می‌آورد، چرا که این احزاب در مخالفت با ایالات متحده، آرمان مشترکی داشتند. همین احساسات نیز منجر به حمایت حزب رادیکال از معمر قذافی، به دنبال مداخله نظامی در لیبی به دست ناتو شد. صربستان و لیبی روابط خوبی داشتند از آنجا که قذافی صریحاً با مداخله نظامی ناتو در صربستان در دههٔ ۱۹۹۰ مخالفت کرد و همچنین از مخالفت صربستان با استقلال کوزوو حمایت می‌کرد. حزب رادیکال همچنین به دنبال جنگ داخلی سوریه، از بشار اسد حمایت کرد. ششلی هوادار موضع بی‌طرفانه در درگیری فلسطین و اسرائیل است و روابط قوی صربستان با هر دو کشور را متعادل می‌کند.

## کتابشناسی
- Bakić, Jovo (2009). "Extreme-right ideology, practice and supporters: case study of the Serbian Radical Party". Journal of Contemporary European Studies. 17 (2): 193–207. doi:10.1080/14782800903108643. S2CID 153453439.
- Bugajski, Janusz (2002). "Serbian Radical Party (SRP)". Political parties of Eastern Europe: a guide to politics in the post-Communist era. M.E. Sharpe. pp. 415–417. ISBN 978-1-56324-676-0.
- Konitzer, Andrew (2008). "The Serbian radical party in the 2004 local elections". East European Politics & Societies. 22 (4): 738–756. doi:10.1177/0888325408316528. S2CID 145777191.
- Lazić, Mladen; Vuletić, Vladimir (2009). "The nation state and the EU in the perceptions of political and economic elites: The case of Serbia in comparative perspective". Europe-Asia Studies. 61 (6): 987–1001. doi:10.1080/09668130903063518. S2CID 154590974.
- Nagradić, Slobodan (1995). Neka istorija sudi: razgovori sa liderima Srpske radikalne stranke. VIKOM. ISBN 9788679970053.
- Pribićević, Ognjen (1999). "Changing Fortunes of the Serbian Radical Right".  In Ramet, Sabrina P. (ed.). The radical right in Central and Eastern Europe since 1989. Penn State. pp. 193–212. ISBN 978-0-271-01811-9.
- Samardzija, Anita; Robertson, Shanthi (2012). "Contradictory populism online: Nationalist and globalist discourses of the Serbian Radical Party's websites". Communication, Politics & Culture. 45 (1): 96.
- Stojarová, Vera (2016). The far right in the Balkans. Manchester University Press. pp. 5, 22, 35, 40, 48–50, 55–57, 64–65, 73, 82–83, 103–104, 106–112, 119, 152–155. ISBN 978-1-5261-1203-3.
- Thomas, Robert (1999). Serbia Under Milošević: Politics in the 1990s. C. Hurst & Co. Publishers. ISBN 978-1-85065-341-7.